# Tadeusz J. Żuchowski
Tadeusz Józef Żuchowski (ur. 1958) – polski historyk sztuki, profesor nauk humanistycznych, profesor zwyczajny Uniwersytetu im. Adama Mickiewicza w Poznaniu.

## Życiorys
W 1982 ukończył studia w zakresie historii sztuki na Uniwersytecie im. Adama Mickiewicza w Poznaniu, po których został zatrudniony w Instytucie Historii Sztuki UAM. W 1990 uzyskał stopień naukowy doktora nauk humanistycznych w zakresie historii, specjalność: historia sztuki na podstawie rozprawy pt. „Problem patriotycznego malarstwa niemieckiego 1800-1848 a twórczość Caspara Davida Friedricha” i objął stanowisko adiunkta w tym Instytucie. Na podstawie dorobku naukowego oraz rozprawy pt. Pałac papieski na Watykanie od końca V do początku XVI wieku. Ceremoniał a ewolucja kompleksu rezydencjonalnego uzyskał w 2000 stopień doktora habilitowanego nauk humanistycznych w zakresie historii, specjalność: historia sztuki. W 2001 podjął zatrudnienie w Katedrze Historii Sztuki i Kultury na Uniwersytecie Mikołaja Kopernika jako profesor nadzwyczajny, a w latach 2002–2006 był kierownikiem Zakładu (później Katedry) Historii Sztuki Nowoczesnej. W 2006 został profesorem nadzwyczajnym w Instytucie Historii Sztuki w UAM, a w 2008 jej dyrektorem. W 2012 prezydent RP Bronisław Komorowski nadał mu tytuł naukowy profesora nauk humanistycznych, a w 2013 został profesorem zwyczajnym UAM. Był także adiunktem (1990–1992) w Akademii Muzycznej w Poznaniu.
Został członkiem Centralnej Komisji do Spraw Stopni i Tytułów w kadencji rozpoczętej w 2017. W 2019 został członkiem Rady Doskonałości Naukowej I kadencji. W 2020 zrezygnował z członkostwa protestując przeciwko publicznej wypowiedzi członkini Rady prof. Ingi Iwasiów, oświadczył: „nie akceptuję wulgarności i chamstwa w życiu publicznym, a takim było wystąpienie prof. Iwasiów 23 października na wiecu w Szczecinie. Nie chcę uczestniczyć w obradach, podejmować kolegialnych decyzji, jeżeli w Zespole Humanistycznym są profesorowie, którzy wypowiadając się publicznie, używają języka rynsztokowego. Nie rozstrzygam, czym spowodowana jest koprolalia pani profesor Iwasiów, czy zaburzeniami chorobowymi, czy brakiem wychowania, ale według mnie takie zachowanie zarówno uwłacza etosowi profesora, jak i szkodzi wizerunkowi RDN”. Inga Iwasiów wystąpiła z prywatnym aktem oskarżenia przeciwko Tadeuszowi Żuchowskiemu. Dnia 2 stycznia 2023 Sąd Okręgowy w Poznaniu podtrzymał wyrok skazujący, który w czerwcu ubiegłego roku zapadł w pierwszej instancji i uznał, że prof. Tadeusz Żuchowski cytowaną wypowiedzią celowo chciał obrazić i poniżyć prof. Ingę Iwasiów.

## Wybrane publikacje
- Poskromienie materii. Nowożytne zmagania z marmurem kararyjskim. Michał Anioł, Bernini, Canova, Wyd. UAM, Poznań 2010 (2 wyd. 2011).
- Pałac papieski na Watykanie od końca V do początku XVI wieku. Ceremoniał a ewolucja kompleksu rezydencjonalnego, Poznań 1999.
- Między naturą a historią. Malarstwo Caspara Davida Friedricha, Szczecin 1993.
- Patriotyczne mity i toposy. Malarstwo niemieckie 1800-1848, Poznań 1991[2].